# Patrick Burgener
Patrick Burgener (ur. 1 czerwca 1994 w Crans-Montana) – szwajcarski snowboardzista, brązowy medalista mistrzostw świata.

## Kariera
Po raz pierwszy na arenie międzynarodowej pojawił się 24 października 2008 roku w Saas-Fee, gdzie w zawodach Pucharu Europy zajął 25. miejsce w half-pipie. W 2009 roku wystartował na mistrzostwach świata juniorów w Nagano, gdzie zajął 28. miejsce w tej konkurencji. Podczas rozgrywanych rok później mistrzostw świata juniorów w Cardronie był między innymi dwunasty w big air.
W zawodach Pucharu Świata zadebiutował 31 października 2008 roku w Saas-Fee, zajmując 30. miejsce w halfpipie. Tym samym już w swoim debiucie wywalczył pierwsze pucharowe punkty. Na podium zawodów tego cyklu po raz pierwszy stanął 7 stycznia 2010 roku w Kreischbergu, kończąc rywalizację w tej konkurencji na drugiej pozycji. W zawodach tych rozdzielił Daisuke Murakamiego z Japonii i Tore Holvika z Norwegii. Najlepsze wyniki osiągnął w sezonie 2018/2019, kiedy to zajął 10. miejsce w klasyfikacji generalnej AFU. Ponadto w sezonie 2012/2013 wywalczył trzecie miejsce w klasyfikacji big air.
W 2017 roku zdobył brązowy medal w half-pipeie na mistrzostwach świata w Sierra Nevada, przegrywając tylko ze Scottym Jamesem z Australii i innym reprezentantem Szwajcarii, Iouriem Podladtchikovem. Na rozgrywanych 2 lata później mistrzostwach świata w Park City wywalczył kolejny brązowy medal. Był też między innymi szósty w tej samej konkurencji na mistrzostwach świata w La Molina w 2011 roku. W 2018 roku brał udział w igrzyskach olimpijskich w Pjongczangu, zajmując piąte miejsce.

## Osiągnięcia

### Igrzyska olimpijskie
| Miejsce | Dzień     | Rok  | Miejscowość | Konkurencja | Zwycięzca   |
| ------- | --------- | ---- | ----------- | ----------- | ----------- |
| 5.      | 14 lutego | 2018 | Pjongczang  | Halfpipe    | Shaun White |

### Mistrzostwa świata
| Miejsce | Dzień       | Rok  | Miejscowość   | Konkurencja | Zwycięzca        |
| ------- | ----------- | ---- | ------------- | ----------- | ---------------- |
| 6.      | 20 stycznia | 2011 | La Molina     | Halfpipe    | Nathan Johnstone |
| 45.     | 22 stycznia | 2011 | La Molina     | Slopestyle  | Seppe Smits      |
| 17.     | 24 stycznia | 2015 | Kreischberg   | Big air     | Roope Tonteri    |
| 3.      | 11 marca    | 2017 | Sierra Nevada | Halfpipe    | Scotty James     |
| 3.      | 8 lutego    | 2019 | Park City     | Halfpipe    | Scotty James     |

### Puchar Świata

#### Miejsca w klasyfikacji generalnej
- sezon 2008/2009: 308.
- sezon 2009/2010: 34.
  - AFU[2]
- sezon 2010/2011: 16.
- sezon 2011/2012: 37.
- sezon 2012/2013: 37.
- sezon 2013/2014: 53.
- sezon 2014/2015: 95.
- sezon 2015/2016: 31.
- sezon 2016/2017: 23.
- sezon 2017/2018: 23.
- sezon 2018/2019: 10.
- sezon 2019/2020: 14.

#### Miejsca na podium
1. Kreischberg – 7 stycznia 2010 (halfpipe) – 2. miejsce
2. Valmalenco – 14 marca 2010 (halfpipe) – 3. miejsce
3. Sztokholm – 20 listopada 2010 (Big air) – 3. miejsce
4. Arosa – 26 marca 2011 (halfpipe) – 3. miejsce
5. Antwerpia – 10 listopada 2012 (Big air) – 3. miejsce
6. Copper Mountain – 16 grudnia 2016 (Big air) – 1. miejsce
7. Cardrona – 8 września 2017 (halfpipe) – 3. miejsce
8. Mammoth Mountain – 9 marca 2019 (halfpipe) – 2. miejsce
9. Calgary – 15 lutego 2020 (halfpipe) – 3. miejsce